# Fisklim
Fisklim är huvudsakligen hudlim som kommer från olika fiskar, och det som gäller för beständigheten hos hudlim från däggdjur gäller också för fisklim. Fisklim är ett glutinlim och även ett animaliskt lim. 

## Förekomst, utvinning och framställning

### Förekomst och utvinning
Fisklim kan tillverkas av hud, fjäll, ben och simblåsa från i stort sett alla fiskar. Men av praktiska skäl används idag huvudsakligen biprodukter från matfiskproduktionen, till exempel infrusen och saltad fisk. 
Fisklim förekommer i olika kvaliteter, varav de bästa och renaste formerna (fiskgelatin) får sin råvara (skinn) från djuphavsfiskar som torsk, kolja, gråsej, kummel och lubb.
Ett speciellt  fisklim, särskilt uppskattat av konstnärer, konsthantverkare och konservatorer, är den sedan länge omhuldade produkt som kallas husbloss (tyskans Hausenblase). Som namnet antyder är det simblåsan från fisken hus som utgör den huvudsakliga råvaran. Även blåsan från ett antal andra störarter kan användas för att framställa den högvärdiga produkten.
Det huvudsakliga produktionsområdet för äkta störblåsa är Ryssland, närmare bestämt Kaspiska och Svarta havet med tillflöden. Både en ökad miljöförstöring av floderna och ett utbrett tjuvfiske, huvudsakligen för rommens skull, har gjort råvaran eftertraktad och dyr. I detta fall är det den torkade råvaran som förekommer i handeln. Limmet får konsumenten göra själv.

### Framställning
Framställningen av fisklim sker mestadels på följande sätt:
1.  Rengör sorgfälligt fiskhuden i speciella tvättanläggningar under ständigt tillflöde av rent vatten.
2.  Till skillnad mot vad som gäller för limgods från däggdjur (alkalisk förbehandling), kan råvaran till fisklim genomgå antingen en sur eller alkalisk förbehandling.
3.  Neutralisera råvaran, vilket till stor del sker genom en noggrann ursköljning.

## Abborrlim
Abborrlim var en limtyp som gjordes i Norrland och som användes för att limma trä mot trä. 
Limmet bestod av proteinet kollagen, som utvanns ur abborrskinn som kokades i vatten. Efteråt silades skinnen bort och vattnet kokades in (såsen reducerades) till lämplig konsistens. Lim kan kokas på olika fiskars skinn, Laxskinn ger också ett bra lim, samma förfaringssätt som för abborrlim.  
Fisklim användes fram till mitten av 1900-talet.